# لوس بوزويلوس دي كالاترافا (سيوداد ريال)
بلدية لوس بوزويلوس دي كالاترافا (بالإسبانية: Los Pozuelos de Calatrava)‏، هي إحدى بلديات مقاطعة سيوداد ريال إحدى مقاطعات إسبانيا، والتي تقع في منطقة قشتالة لا منتشا وسط إسبانيا.
يبلغ عدد سكانها 458 نسمة وفقاً لإحصائية سنة (2007).